# Marc Vaubourgoin
Marc Vaubourgoin, né le 19 mars 1907 à Caudéran (Bordeaux) et mort le 1er avril 1983 dans le 10e arrondissement de Paris, est un compositeur français.

## Biographie
Jean Joseph Marc Vaubourgoin naît le 19 mars 1907 à Caudéran,,.
Son père, Julien-Fernand Vaubourgoin, compositeur et enseignant, lui donne ses premières leçons de musique. Marc entre ensuite au conservatoire de Bordeaux puis achève ses études au Conservatoire de Paris avec André Gedalge, Noël Gallon (contrepoint et fugue), Charles-Marie Widor et Paul Dukas (composition). En 1930, il obtient le 2d Grand Prix de Rome pour sa cantate Actéon,.
Marc Vaubourgoin est directeur du conservatoire de Nantes de 1937 à 1943, puis devient chef d'orchestre pour la Radiodiffusion française. En 1954, il devient directeur du service musicologique de l'ORTF. À ce titre, il va s'intéresser à exhumer des œuvres de compositeurs du XVIIIe siècle jusque-là oubliées, comme l'Hippolyte et Aricie de Jean-Philippe Rameau, alors que la musique baroque n'était pas encore à la mode,.
Il meurt le 1er avril 1983 à Paris (10e arrondissement),.
Marc Vaubourgoin a eu deux fils qui se sont distingués aussi dans le domaine des arts : Jean-Raphaël Vaubourgoin, architecte et Thierry Vaubourgoin, peintre.

## Œuvres
Le catalogue des compositions de Marc Vaubourgoin comprend notamment,, :

### Musique pour orchestre
- Étude pour orchestre (interprétée par Gaston Poulet et un orchestre de Bordeaux, radiodiffusé mars 1934)
- Symphonie no 1 (1938)
- Prélude, Fanfare et Danse, pour orchestre (1945, Éditions françaises de musique)
- musique originale de l'adaptation radiophonique du Hussard sur le toit, de Jean Giono (Radiodiffusion française, 1953)
- Symphonie no 2 (1955, Éditions Billaudot)
- Divertissement sur un mode phrygien (1960?)
- Concerto pour basson et orchestre (1964, Éditions musicales transatlantiques)
- Suites pour orchestre (1967, Éditions françaises de musique)
- Concerto pour clavecin et orchestre (1968, Billaudot)
- Concerto pour piano et orchestre (Billaudot)
- Concerto pour trompette et orchestre (Billaudot)
- Six Pièces pour saxophone alto et orchestre (Billaudot)
- Introduction, variation et rondeau pour quatuor de bois solistes (flûte, hautbois, clarinette et basson) et orchestre (Billaudot)
- de la musique légère

### Musique de chambre
- Quintette à vent (1932, inédit)
- Trio pour hautbois, clarinette et basson (1936, Selmer)
- Douze canons pour 2 bassons (1978, Billaudot)

- Sonate pour piano (1967, Éditions françaises de musique)

### Musique vocale
- des mélodies et chœurs, dont :
  - Trois chansons de Clément Marot pour chœur a cappella

### Ballet
- Conte de Noël (inédit, argument de René Dumesnil)